# 조희웅
조희웅(1943년 ~ )은 대한민국의 교육인이다.

## 생애
1943년 서울에서 출생했다. 서울대학교 문리과대학 국어국문학과를 졸업하고 문학박사학위를 취득했다. 한양대학교 전임강사와 국민대학교 교수, 미국 하버드(Harvard) 대학교 객원교수, 일본 규슈대학 객원교수를 지냈다. 국민대학교 문과대학 학장과 대학원장으로 활동했으며, 한국구비문학회 회장과 한국고전문학회 회장을 역임했다. 저서로는 ≪구비문학 개설≫(공저, 1971), ≪조웅전≫(1978), ≪한국구비문학대계≫[서울 도봉구 편(1980), 경기 의정부 남양주군 편(1981), 경기 안성군 편(1982), 경기 용인군 편(1984)], ≪조선 후기 문헌설화의 연구≫(1980), ≪설화학 강요≫(1989), ≪이야기문학의 모꼬지≫(1995), ≪한국설화의 유형≫(1996), ≪고전소설 이본목록≫(1999), ≪고전소설 작품연구 총람≫(2000), ≪고전소설 문헌정보≫(2000), ≪Korean Folktales≫(2001), ≪경기북부 구전자료집 I≫(2001), ≪고전소설 줄거리 집성 1 · 2≫(2002), ≪편옥기우기≫(공저, 2002), ≪영남 구전자료집 1∼8≫(공편, 2003), ≪영남 구전민요 자료집 1∼3≫(공편, 2005), ≪고전소설 연구보정(상 · 하)≫(2006), ≪이야기문학 실타래≫(2008), ≪이야기문학 가을갈이≫(2008), ≪이야기문학 징검돌≫(2009), ≪이야기 망태기 1∼2≫(2011) 등이 있으며, ＜원생몽유록 작자 재고＞(1963) 이후 현재까지 약 100여 편의 논문이 있다. 현재 국민대학교 국어국문학과 명예교수이다.